# Horovce (Košice)
Horovce (in ungherese Hór) è un comune della Slovacchia facente parte del distretto di Michalovce, nella regione di Košice.